# Burkhard Balz
Burkhard Balz (Lemgo, 24 juli 1969) is een Duits bankier en een politicus namens de CDU.
Balz volgde het gymnasium in Stadthagen. Aan het einde van de jaren tachtig volgde hij bij Commerzbank een interne opleiding tot bankmedewerker. In de jaren negentig was hij voorzitter van de lokale afdelingen van de Junge Union in Schaumburg en Hannover. Hij was sinds 1989 ook actief binnen de CDU. In 2000 rondde hij zijn studie rechts- en staatswetenschappen aan de Georg-August-Universität Göttingen af. Daarna bleef hij tot 2009 in dienst bij de Commerzbank.
Bij de verkiezingen voor het Europees Parlement in 2009 werd Balz tot lid van het parlement gekozen. Bij de verkiezingen in 2014 werd hij herkozen.
Balz maakte in het Europees Parlement deel uit van de volgende commissies en delegaties:
- Commissie economische en monetaire zaken (2009-2018)
- Delegatie voor de betrekkingen met de Zuidoost-Aziatische landen en de Associatie van Zuidoost-Aziatische staten (ASEAN) (2009-2018)
- Bijzondere Commissie financiële, economische en sociale crisis (2009-2011)
- Commissie vervoer en toerisme (2009-2012, als plaatsvervanger)
- Delegatie voor de betrekkingen met de Volksrepubliek China (2009-2018, als plaatsvervanger)
- Begrotingscommissie (2012-2018, als plaatsvervanger)

Op 1 september 2018 trad Balz af als lid van het Europees Parlement in verband met zijn benoeming tot lid van de Raad van Bestuur van de Deutsche Bundesbank.